# Aleksandr Gubin
Aleksandr Michajłowicz Gubin (ros. Александр Михайлович Губин; ur. 24 sierpnia 1935 w Ałapajewsku, zm. w 2019) – rosyjski biathlonista i biegacz narciarski reprezentujący ZSRR. Największy sukces w karierze osiągnął w 1958 roku, kiedy wspólnie z Dmitrijem Sokołowem, Wiktorem Butakowem i Walentinem Pszenicynem zdobył srebrny medal w drużynie podczas biathlonowych mistrzostw świata w Saalfelden. Na tych samych mistrzostwach był też dziesiąty w biegu indywidualnym. W 1960 roku wystąpił na igrzyskach olimpijskich w Squaw Valley, zajmując piętnaste miejsce w biegu na 15 km. Brał też udział w igrzyskach olimpijskich w Innsbrucku w 1964 roku, plasując się na czternastej pozycji na dystansie 50 km. Nigdy nie wystartował w zawodach Pucharu Świata.

## Osiągnięcia w biathlonie

### Mistrzostwa świata
| Rok  | Miejscowość | Konkurencje | Konkurencje | Konkurencje | Konkurencje | Konkurencje | Konkurencje | Konkurencje |
| Rok  | Miejscowość | IN          | SP          | PU          | MS          | RL          | MR          | SR          |
| ---- | ----------- | ----------- | ----------- | ----------- | ----------- | ----------- | ----------- | ----------- |
| 1958 | Saalfelden  | 10.         | nd.         | nd.         | nd.         | 2.          | nd.         | –           |

## Osiągnięcia w biegach narciarskich

### Zimowe igrzyska olimpijskie
| Miejsce | Dzień     | Rok  | Miejscowość  | Konkurencja             | Czas biegu | Strata  | Zwycięzca       |
| ------- | --------- | ---- | ------------ | ----------------------- | ---------- | ------- | --------------- |
| 15.     | 23 lutego | 1960 | Squaw Valley | 15 km stylem klasycznym | 51:55,5    | +1:33,6 | Håkon Brusveen  |
| 14.     | 5 lutego  | 1964 | Innsbruck    | 50 km stylem klasycznym | 2:43:52,6  | +7:47,1 | Sixten Jernberg |